# Pierre Franckh
Pierre Franckh (Heilbronn, 1º maggio 1953) è un attore, doppiatore e scrittore tedesco.
Già noto come attore bambino negli anni sessanta, ha avuto una lunga carriera al cinema e alla televisione.

## Biografia
Nato a Heilbronn in Germania nel 1953, Pierre Franckh comincia la sua carriera come attore bambino negli anni sessanta, tra il 1962 e il 1966.
Dal 1969 recita in parti di adulto. È attivo principalmente in campo televisivo e teatrale. Complessivamente - tra cinema e televisione - ha partecipato ad oltre una sessantina di diverse produzioni.
È un volto noto al pubblico per essere apparso come guest-star in vari episodi di serie televisive quali Der Kommissar, Tatort,  Il commissario Köster e Il commissario Kress (Der Alte), Polizeiinspektion 1 e soprattutto L'ispettore Derrick.
Come doppiatore, ha prestato la propria voce ad attori quali Christopher Atkins, Bill Bailey, Craig Berenson, Yuen Biao, Michael Biehn, Sean Everett, Michael Jeter, Daniel Peacock, Chiang Sheng, Martin Short, Jonathan Stark, Larry Zerner, ecc.

## Vita Privata
È sposato con l'attrice Michaela Merten dal 1992. Hanno un figlio.

## Filmografia parziale

### Attore

#### Cinema
- Dicke Luft (1962) - ruolo: giovane con il gesso (non accreditato)
- L'eredità della zia d'America (Das Haus in Montevideo, 1963) - Lohengrin
- Lausbubengeschichten (1964)
- Il mistero della signora scomparsa (The Lady Vanishes, 1979)
- Sonntagskinder (1980)
- Der Totmacher - La belva ferita (1995)
- Amen. (2002) - Pastore Wehr

#### Televisione
- Peter Pan - film TV (1962), regia di Paul Verhoeven
- Besuch am Nachmittag - film TV (1963) - ruolo: Herbert Scheffler
- Spielplatz - film TV (1966) - Frank Hagan
- Der Kommissar - serie TV, 1 episodio (1969) - scolaro
- Frisch, fromm, fröhlich, frei - film TV (1970) (non accreditato)
- Der Kommissar - serie TV, 1 episodio (1970) - Achim Kluge
- Cabaret - film TV (1972) (non accreditato)
- Der Kommissar - serie TV, 1 episodio (1972) - Andreas
- Der Kommissar - serie TV, 1 episodio (1973) - Roland Beyfuss
- Die Powenzbande - miniserie TV (1973) - Zeferin Powenz
- Unser Walter - miniserie TV (1974) - Zio Gerd
- L'ispettore Derrick - serie TV, episodio Mi ha sempre chiamato zio Hoffmann", regia di Theodor Grädler (1975) - Erich Hoffmann
- L'ispettore Derrick - serie TV, episodio "Il campione", regia di Zbyněk Brynych (1976) - Pecko
- Polizeiinspektion 1 - serie TV, 1 episodio (1977)
- Tatort - serie TV, 1 episodio (1977)
- Polizeiinspektion 1 - serie TV, 1 episodio (1978) - ladro
- Il commissario Köster - serie TV, 1 episodio (1979)
- Merlin - serie TV (1980) - Lancillotto
- L'ispettore Derrick - serie TV, episodio "Desiderio di tenerezza", regia di Helmuth Ashley - Ralf Gebhardt
- Polizeiinspektion 1 - serie TV, 1 episodio (1981) - Manuel Kremer
- L'ispettore Derrick - serie TV, episodio "Il sesto fiammifero" (1981), regia di Alfred Vohrer - Konrad Vollmer
- Krimistunde - serie TV, episodi vari (1982)
- Manni, der Libero - serie TV, 6 episodi (1982) - poliziotto
- Zeit genug - serie TV, 5 episodi (1982)
- Polizeiinspektion 1 - serie TV, 1 episodio (1983) - Franz Brandl
- Il commissario Köster (Der Alte) - serie TV, 1 episodio (1983) - Peter Salten
- Polizeiinspektion 1 - serie TV, 1 episodio (1984) - Erich
- L'ispettore Derrick - serie TV, episodio "Passaggio mortale" (1984), regia di Alfred Vohrer - Rudolf Hauser
- Tatort - serie TV, 1 episodio (1985) - Michael Lück
- L'ispettore Derrick - serie TV, episodio "La tromba di Greg" (1986), regia di Jürgen Goslar - Benno
- Polizeiinspektion 1 - serie TV, 1 episodio (1985) - Beni Brückl
- L'arca del dottor Bayer - serie TV, 1 episodio (1985)
- Unsere schönsten Jahre - serie TV, 5 episodi (1985) - Heinz Wagner
- La clinica della Foresta Nera - serie TV, 1 episodio (1986)
- Detektivbüro Roth - serie TV, 1 episodio (1986)
- 14º Distretto - serie TV; 1 episodio (1987)
- Kommissar Zufall - serie TV (1988)
- Il commissario Kress (Der Alte) - serie TV, 1 episodio (1988) - Peter Lotke
- Tatort - serie TV, 1 episodio (1989) - ladro
- Rivalen der Rennbahn - serie TV, 7 episodi (1989) - Bruno Adler
- Tatort - serie TV, 1 episodio (1991) - Tölz
- Sylter Geschichten - serie TV (1993)
- Il commissario Corso - serie TV, 1 episodio (1993)
- Tatort - serie TV, 1 episodio (1994) - Bernhard Winkelmann
- Immer wenn sie Krimis liest - film TV (1994)
- Tatort - serie TV, 1 episodio (1995) - Comm. Schwarze
- Dr. Stefan Frank - Der Arzt, dem die Frauen vertrauen - serie TV, 1 episodio (1995)
- Der Mann ohne Schatten - serie TV, 16 episodi (1996) - Roland Meyer
- L'ispettore Derrick - serie TV, episodio "Il violino spezzato" (1997), regia di Helmuth Ashley
- Medicopter 117 - Jedes Leben zählt - serie TV, episodio 1x01 (1998)
- L'ispettore Derrick - serie TV, episodio "Una donna sola" (1998), regia di Wigbert Wicker - Jacob Droste
- Il cuore e la spada - film TV (1998)
- Das Frankfurter Kreuz - film TV (1998)
- SOKO 5113 - serie TV, 1 episodio (2003) - Rolf Wagner
- Edel & Starck - serie TV, 1 episodio (2004)
- Il nostro amico Charly - serie TV, 1 episodio (2004) - Sig. Schott

### Regista
- Und das ist erst der Anfang (2000)

## Programmi televisivi
- 45-minütiges Musikquiz (1976-1978) (conduttore)[6]

## Opere letterarie
- Il libro dei desideri - Le 7 regole d'oro per trasformare i sogni in realtà (Erfolgreich wünschen: 7 Regeln wie Träume wahr werden) Koha Verlag, Burgrain 2005
- Der ganz alltägliche Beziehungswahnsinn (con Michaela Merten), Ariston Verlag, München 2007
- Einfach glücklich sein! 7 Schlüssel zur Leichtigkeit des Seins Goldmann Verlag, München 200
- 365 Tage erfolgreich wünschen arsEdition, München 2009
- 365 Tage einfach glücklich sein! arsEdition, München 2010
- Wünsch Dich schlank: 11 Schlüssel zum idealen Wunschgewicht Koha Verlag, Burgrain 2010
- Heute ist ein guter Tag, weil ... Mein Glücks-Tagebuch Südwest Verlag, München 2010
- Das Geheimnis der Wunschkraft. 49 Schlüssel zur Wunschverstärkung Königsfurt-Urania Verlag, Krummwisch 2010
- Heute ist ein guter Tag - Kalender 2013 Irisiana Verlag, München 2011
- Einfach erfolgreich sein - Lebe deinen Traum Arkana Verlag, München 2011
- Die 77 erfolgreichsten Wunschregeln Koha Verlag, München 2011
- 7 Glücksregeln für die Wunschfigur. Mit 30 Schlankrezepten Gräfe und Unzer verlag, München 2012